# Totaladoh
 (mars 2024).
Totaladoh, est un village du district de Nagpur dans l'État indien du Maharashtra. Lors du recensement de l'Inde de 2011, sa population s'élève à 111 habitants.